# 南予レクリエーション都市
南予レクリエーション都市（なんよレクリエーションとし）は、愛媛県の南部（南予）のうち、北宇和郡吉田町（現・宇和島市）から南宇和郡城辺町（現・愛南町）の沿岸部において、昭和40年代後半から昭和60年代にかけ、愛媛県が計画し、建設省の補助を受け、一部地域において整備を行った観光レクリエーション開発。略称は南レク。
施設運営は、愛媛県ほか出資の第三セクターである南レク株式会社が行っている。

## 開発の経緯
愛媛県の南予地域は地理的な不利もあって、高度経済成長期においても経済発展から取り残され、著しい過疎化が進展するなど、行政主導の地域開発事業によるテコ入れが必要とされていた。そこで、白石春樹知事のもと愛媛県では、この地域の豊かな自然を活用して地域の開発の新風を巻き起こし、四国西南地域の拠点、レクリエーションの拠点を整備する方針を立てた。1972年には建設省の「地方型レクリエーション都市」として指定を受けた。宇和島、津島、御荘、城辺の地域を開発の中心地とし、快適なレクリエーション都市をつくることを目標とし、県主導で1972年から整備が進められた。
高度成長末期の右肩上がりの経済社会を前提に計画、整備が進められたものの、オイルショックや海洋性レクリエーション需要の不発、幹線交通網の整備の遅れなどの見込み違いもあり、集客は芳しくなく、運営のための第三セクターも赤字続きで、テコ入れが必要とされ、行政主導による公園の整備のみが進められた。
平成に入り、用地取得も中止、整備事業も2000年限りで廃止され、ほぼ維持管理のみとなっている。
- “再評価個表（南予レクリエーション都市整備事業）”.   愛媛県 (2013年2月1日). 2018年4月22日閲覧。

## 現況

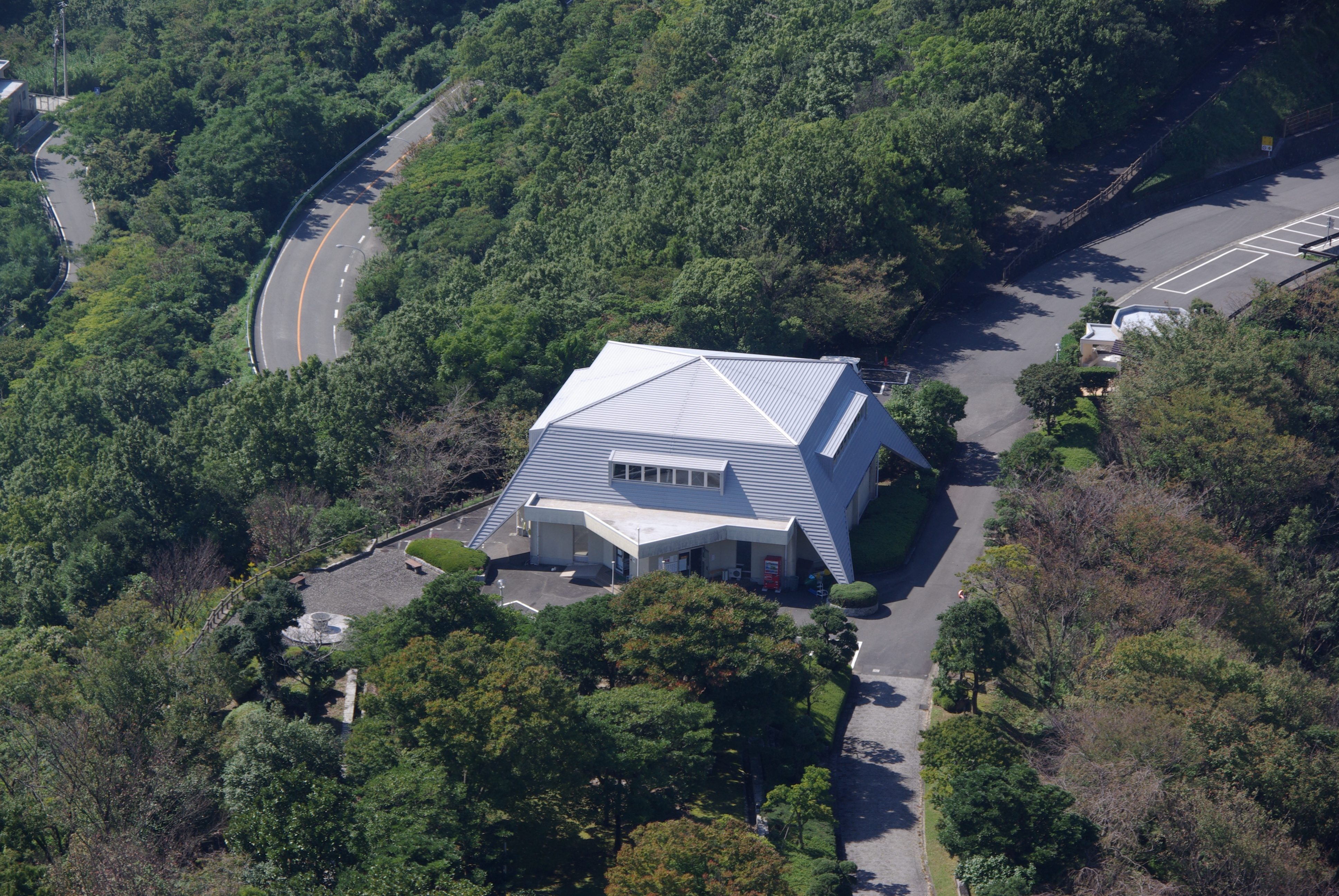
紫電改展示館

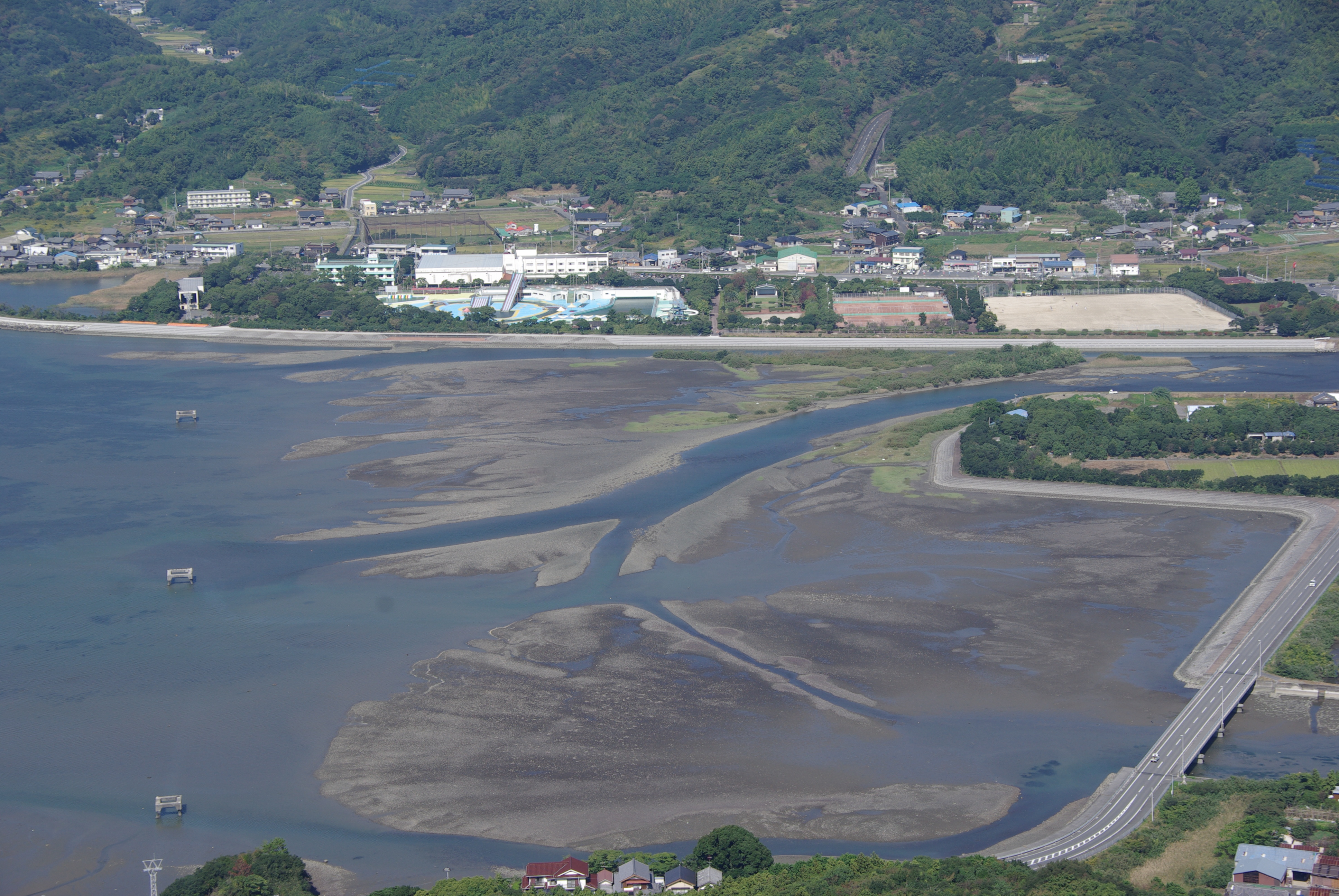
南レク御荘公園。南レクプールやホテルサンパール、テニスコート、多目的広場などがある

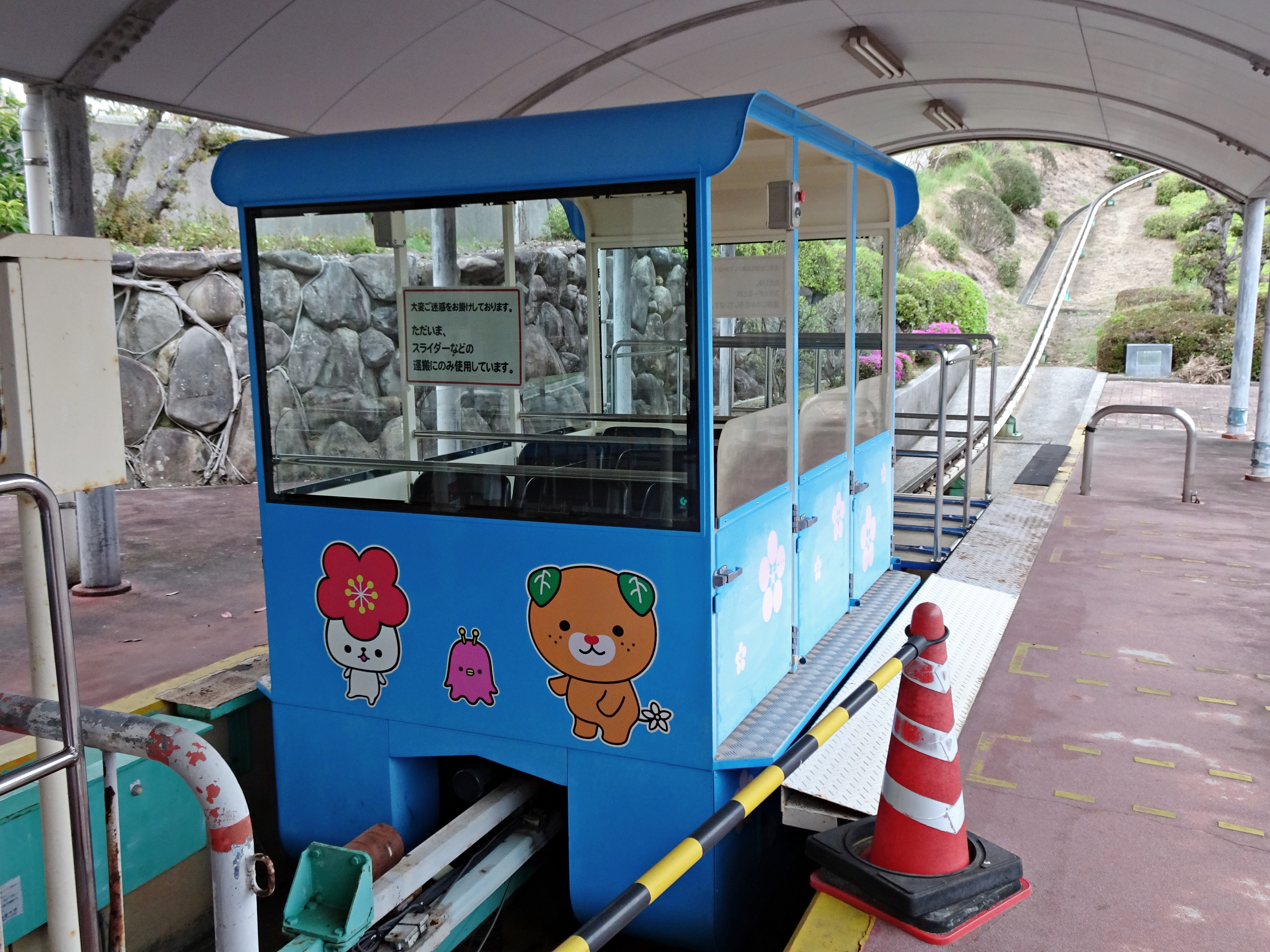
松軒山公園のスロープカー

本来、構想では北宇和郡吉田町（現・宇和島市）から南宇和郡西海町（現・愛南町）にかけて12地区あるが、計画決定されたのはそのうち7地区、585ヘクタールである。その施設が全て完成したわけではない。北宇和郡津島町（現・宇和島市）国永地区のように用地取得は一部行ったものの、まったく工事に着手していない地区もある。比較的工事が進んだのは、津島町、御荘町（現・愛南町）、城辺町（同）の地区である。一方、宇和島市、吉田町（現・宇和島市）の予定地においては用地の取得以前の段階に止まっている。
今日までに完成しているのは、下記のとおりなど一部に留まっている。用地取得が虫食い状であるなどの理由で、手を付けられずにそのままになっている土地（ほとんどが雑木林）もある。
1. 近家地区：こども広場、日本庭園「南楽園」（南レク株式会社本社を併設）、南楽園ファミリーパーク、南レクオートキャンプ場
2. 国永地区：開設施設なし
3. 馬瀬地区：馬瀬山公園（宇和海展望タワー、御荘湾ロープウェイ（現在廃止）、こども動物園、紫電改展示館、展望園地、花木園、香木園）
4. 大森山地区：おおもり児童公園、城辺公園（野球場、テニスコート、多目的広場、桜園、サイクリング道、ピクニック広場、展望園地、球技広場）
  1. 正式には、馬瀬地区と大森山地区とを合わせて3号地区と呼ばれ、上記の計画決定の7地区というのは合わせてカウントした数である。
5. 本干拓地区：津島プレーランド（テニスコート、南レクサーキット、バードアイランド、トッポ池、多目的広場）
6. 貝塚地区：御荘公園（御荘プール、水の広場、コミュニティー広場、テニスコート、多目的広場、噴水広場、ちびっこ広場、児童園）
7. 日振地区：展望台、遊歩道、日崎園地、大入園地
8. 松軒山地区：松軒山公園（太陽の広場、ジャンボスライダー、スロープカー、梅林、梅見本園、長洲園地）

## 功罪
- 県主導の開発

県主導の構想・計画であり、地元市町村は「県のすること」と受け止め、地元のとりまとめ等の協力はするが、構想・計画作りにおいて主体的に参画することはなかった（当時の開発スタイルそのものであった）。そのため、地元市町村はもちろん、地元住民も一歩離れた立場から傍観者的であり、もともと県への一任という姿勢は抜きがたいものがあった、県への依存感が一層強まり、自ら考えアイデアを搾り出すことによる地域の自立的な発展が阻害されたことは否定できない。
本来、地元に救いの手を差し延べることを意図していたが、後述のように養殖業という生活の手段が生まれ、しかも当時養殖業は高収入が得られたことから、一気に傾斜し、本事業への関心は一層低下した（今日では養殖も低迷しているが、本事業の事実上の失敗を目にしているだけに、町村自らの地域振興を目的とした観光事業への取組みには、二の足を踏む傾向がある。また観光開発のノウハウや人材も育っているとはいえない）。
- 本来目指した海洋性レクリエーションが実現できず

開発が始まってまもなく、開発予定地域で魚類・真珠等の養殖業が勃興し、海域が養殖場として使用されるにいたって、生活の手段ではなく、余暇利用のため海域を使用することに対して漁業者を中心に忌避的な風潮が強まり、本来目指すべき、海洋性レクリエーションの導入が進まなかった。
結果として海洋と関係の薄い「公園」ばかりとなり、しかも維持管理費用がかさむ結果となっている。
- 見通しの甘さ

高度経済成長期の計画にありがちではあるが、西日本一帯から集客を見込む広大な集客圏の設定など、過大な需要見通しを立て、整備に突き進んだ。当時、所得の増加等による余暇需要の拡大はあったものの、都市部から遠く離れた当地までは恩恵がほとんど及ばなかった。
また、開発着手後に発生したオイルショックによる観光需要冷え込みも痛手であった。
高速道路や本四架橋など、整備された交通網によって西日本一円から集客するという構想であったが、代表的な施設である御荘プールが開設された1978年現在、松山市から自動車で3時間半以上要した。そのうえ鉄道でのアクセスも宿毛線の計画が頓挫したことで望めなくなった。そもそも1987年まで大洲市・高知県須崎市以西は高速道路の構想自体がなく、2012年になってようやく宇和島市まで高速道路が延伸され、開設済み公園のある同市津島地区までつながった（今後の予定は松山自動車道・津島道路・宿毛内海道路を参照）。
- 地元に残したもの

地元も観光にかけるという、同じ「夢」を見てきたことから、県に一貫して整備を要望してきており、賛否をめぐって地元を二つに割るような亀裂は生じていない。ただ、その成果は期待したものと大きくかけ離れたものに終わった。こうしたことから、地元市町村では観光開発に対して、将来を賭けた大事業に取り組もうとする動きはなく、一定の自制が効き、結果として痛手を負っていない。

## その他
- 大分放送テレビが1980年代後半に放送していた「OBSニュースワイド・Todayおおいた」に協賛して、海を隔てて隣接する大分県の観光客を呼び込む試みもあった。